# 13499 Steinberg
13499 Steinberg (1986 TQ5) là một tiểu hành tinh nằm phía ngoài của vành đai chính.